# La ciudad liberada
La ciudad liberada es el vigésimo tercer álbum de estudio del músico argentino Fito Páez, compuesto y grabado durante el año 2017. Contiene 18 canciones nuevas e inéditas.
Este trabajo, que comenzó en 2016 como un proyecto de álbum a piano y voz (y que iba a llevar por nombre "Rodolfo volumen II"), terminó, luego de muchos procesos, transformándose al formato eléctrico. Fue grabado durante 2017 en las ciudades de Miami, Buenos Aires y Rosario, y mezclado por Mariano López y Franco Mascotti. También contó con varias colaboraciones, entre ellas, las de Fabiana Cantilo, Fabián Gallardo, Antonio Carmona, Antonio Montoya y Deborah Dixon. Fito Páez tomó como inspiración para el título del álbum de una frase del poeta argentino Nestor Perlongher, que decía "para vivir y amar en una ciudad liberada". 
«Aleluya al sol», «Tu vida mi vida» y «La ciudad liberada» son los cortes de difusión del disco. Todos los temas fueron compuestos por el propio Páez, a excepción de «Wo Wo Wo», firmada junto a Cristian "Pity" Álvarez (en sueños).

## Lista de temas
| La Ciudad Liberada |                                                  |          |  |
| N.º                | Título                                           | Duración |  |
| 1.                 | «Aleluya al Sol»                                 | 3:37     |  |
| 2.                 | «Wo Wo Wo»                                       | 4:08     |  |
| 3.                 | «Tu vida, mi vida»                               | 4:13     |  |
| 4.                 | «Islamabad»                                      | 5:54     |  |
| 5.                 | «Bohemia internacional»                          | 3:39     |  |
| 6.                 | «La ciudad liberada»                             | 4:29     |  |
| 7.                 | «Soltá»                                          | 3:55     |  |
| 8.                 | «Nuevo Mundo»                                    | 3:15     |  |
| 9.                 | «La mujer torso y el hombre de la cola de ameba» | 4:07     |  |
| 10.                | «Otra vez el Sol»                                | 4:13     |  |
| 11.                | «El secreto de su corazón»                       | 3:06     |  |
| 12.                | «El ataque de los gorilas»                       | 3:03     |  |
| 13.                | «Navidad negra»                                  | 3:51     |  |
| 14.                | «Chica mágica»                                   | 3:18     |  |
| 15.                | «Los cerezos blancos»                            | 2:57     |  |
| 16.                | «Plegaria»                                       | 4:28     |  |
| 17.                | «Se terminó»                                     | 5:25     |  |
| 18.                | «5778»                                           | 2:47     |  |
| 70:11              |                                                  |          |  |

## Músicos
- Fito Páez: voz, piano, Hammond, mini-moog, Juno 06, Rhodes
- Diego Olivero: guitarra acústica, guitarra eléctrica, programación, sintetizadores
- Mariano Otero: bajo
- Gastón Baremberg: batería
- Juan Absatz: coros
- Fabiana Cantilo: coros
- Carlos Vandera: coros
- Déborah Dixon: coros en «Wo Wo Wo»
- Flor Crocci: coros en «Se Terminó"
- Fabián Gallardo: guitarra acústica en «Tu Vida Mi Vida», coros en «Se Terminó»
- Joaquín Carámbula: solo de guitarra en «La Ciudad Liberada», guitarra en «Se Terminó»
- Ignacio Jeannot: programación en «La Mujer Torso y el Hombre de la Cola de Ameba», fx en «Soltá» y «Los Cerezos Blancos»
- Antonio Carmona, Juan Carmona, Antonio Montoya: voces flamencas y cajones en «Islamabad»

## Posicionamiento en listas
| Listas (2018)     | Mejor posición |
| ----------------- | -------------- |
| Argentina (CAPIF) | 10             |
| Uruguay (CUD)     | 15             |